# Senecio leucanthemifolius
Senecio leucanthemifolius  (лат.) — травянистое однолетнее растение, вид рода Крестовник (Senecio) семейства Астровые (Сложноцветные).
Стебель голый или опушенный, иногда очень мясистый, 5—40 см высотой. Как правило, разветвленный от основания. Листья очередные, длиной 2—5 см, от овальных до обратно низко лопатчатых, слегка зубчатые, часто крупно перистые. Цветы жёлтые. Плоды овальные, плоские, с короткими волосками по ребрам.
Период цветения длится с марта по май.
Вид распространён в Испании, включая Канарские острова Балеарские острова, Алжире, Ливии, Марокко, Тунисе, Ливане, Армении, Азербайджане, Грузии, России (Предкавказье), Албании, Греции, включая Крит, Италии, включая Сардинию, Сицилию, Черногории, Франции, включая Корсику. Произрастает на скалах у моря и на песчаных пляжах.